# Три сестры (фильм, 2017)
«Три сестры́» — российский художественный фильм-драма 2017 года режиссёра и оператора Юрия Грымова по мотивам одноимённой пьесы А. П. Чехова. Лента снята в чёрно-белой гамме и повторяет сюжет оригинального произведения, но её действие перенесено в современность. Премьера картины состоялась в июне 2017 года в рамках кинофестиваля «Кинотавр». В широкий прокат «Три сестры» вышли 19 октября того же года. За музыку к картине композитор Владимир Дашкевич получил премию «Ника». Фильм собрал преимущественно негативные отзывы критиков.

## Сюжет
Сюжет фильма повторяет события пьесы А. П. Чехова «Три сестры», однако действие картины перенесено в современность, а основные персонажи изображены пожилыми людьми.
Андрей Прозоров и три его сестры — Ольга, Маша и Ирина — живут в загородном доме в провинции, куда они одиннадцать лет назад переехали с отцом из Москвы. С того времени Прозоровы постоянно жалуются на жизнь и мечтают вернуться в родной город. Действие начинается через год после смерти отца, в день именин Ирины. На именины собираются гости: Василий Солёный, Николай Тузенбах, оба влюблённые в именинницу, Александр Вершинин, у которого тайный роман с Машей, и Наташа — возлюбленная Андрея.
Прошло время. Андрей женился на Наташе и пристрастился к картам. Наталья осваивается в роли новой властной хозяйки дома. У неё родился сын, для которого Наташа забрала комнату Ирины, выселив ту к Ольге. Солёный признаётся Ирине в любви, но та отвергает его, на что Солёный клянётся разобраться с соперником — Тузенбахом. Маша и Вершинин тайно встречаются, несмотря на то, что оба состоят в браках, однако несчастливых. Тузенбах хочет начать жизнь в новом городе и зовёт с собой Ирину.
Прошло пять лет с момента сцены с именинами. Ольга стала директором школы и практически там живёт, редко бывая дома. Наталья родила Андрею дочь и хочет поселить её в комнате Ирины, которая после долгий раздумий наконец принимает предложение Тузенбаха уехать, однако чувств к нему не испытывает, но отвергнутый Солёный убивает Тузенбаха. В итоге Вершинин и Солёный покидают город, оставляя сестёр одних, так и продолжающих жаловаться на жизнь.

## В ролях
| Актёр            | Роль                          |
| ---------------- | ----------------------------- |
| Ирина Мазуркевич | Ирина                         |
| Анна Каменкова   | Маша                          |
| Людмила Полякова | Ольга                         |
| Владимир Носик   | Андрей Сергеевич Прозоров     |
| Максим Суханов   | Александр Игнатьевич Вершинин |
| Александр Балуев | Василий Васильевич Солёный    |
| Игорь Яцко       | Николай Львович Тузенбах      |

Источник:.

## Съёмки и прокат
Картина снята в чёрно-белой гамме. Режиссёром выступил Юрий Грымов. Продюсеры проекта — Юрий Грымов и Сергей Зернов. Со слов режиссёра, оригинальный текст пьесы был сохранён практически полностью, однако с поправкой на время действия были внесены незначительные изменения в некоторые реплики. Например, вместо «в газетах пишут» — «в интернете пишут». За несколько дней до съёмок проект покинул оператор, и его кресло занял Юрий Грымов. Деньги на постпродакшн фильма были собраны посредством краудфандинга. Также благодаря пожертвованиям были найдены средства нанять композитора Владимира Дашкевича, который написал музыку к отснятому материалу. Премьера картины состоялась в июне 2017 года в рамках кинофестиваля «Кинотавр». В широкий прокат фильм вышел 19 октября.
Премьера «Трёх сестёр» на телевидении состоялась с 22 по 25 апреля 2019 года на телеканале «Россия К». Фильм был разделён на четыре серии.

## Отзывы
Фильм получил в основном отрицательные отзывы рецензентов. Главным образом критиковался перенос сюжета во времени без подходящей адаптации текста, из-за чего полностью потерялся актуальный для чеховского периода конфликт; герои произносят реплики, не соответствующие духу своего времени, отчего действие не воспринимается достоверно. Неудачным приёмом также было найдено состаривание персонажей. По мнению рецензента из «Независимой газеты», режиссёр таким образом старался оправдать интеллигентный стиль речи героев, так как считал, что современная молодёжь не способна к подобным рассуждениям.
| Год  | Премия | Категория              | Лауреат или номинант | Итог   | Ист.  |
| ---- | ------ | ---------------------- | -------------------- | ------ | ----- |
| 2018 | Ника   | Лучшая музыка к фильму | Владимир Дашкевич    | Победа | [ 7 ] |